# La Limace et l'Escargot
Pour plus de détails, voir Fiche technique et Distribution.
La Limace et l'Escargot est un film français réalisé par Anne Benhaïem et sorti en 2024.
Présenté pour la première fois au Festival Côté court de Pantin en 2024, le film est ensuite sélectionné au festival Punto de Vista de Pampelune en 2025, où il obtient le prix Jean Vigo de la meilleure mise en scène, puis au festival Sicilia Queer Fest de Palerme en 2025, où il obtient le prix du meilleur long métrage.

## Synopsis
Au centre de Paris, deux sexagénaires boiteux se font tomber en se cognant. Ils vont au café puis ne se quittent plus.
Ailleurs, trois cinéastes (Anne Benhaïem, Pascale Bodet et Bojena Horackova) discutent de cette histoire et d'autres projets en cours.

## Fiche technique
- Réalisation : Anne Benhaïem
- Scénario : Anne Benhaïem
- Image : David Grinberg
- Son : Lise Lebleux
- Vêtements, objets : Sarah Klingemann
- Assistant à la réalisation, régie, 2ème caméra : Harry Benhaïem
- Montage : Anne Benhaïem, Lucie Jego
- 2ème caméra : Baptiste Charruyer
- Assistante monteuse : Sandrine Belmont
- Montage son, mixage : Thomas Fourel
- Étalonnage : Ishrann Silgidjian
- Dessins : Nicolas Spinga, Joséphin Bastière
- À la mémoire de : Sophie Fillières, Laurent Achard et Renaud Legrand
- Production : Ciné-Gato (Anne et Michel Benhaïem)
- Pays de production :  France
- Langue originale : français
- Format : couleur — Numérique — 1,37:1
- Genre : Comédie
- Durée : 57 minutes
- Dates de sortie :
  - France : 6 juin 2024 (Festival Côté court de Pantin)

## Distribution
- Anne Benhaïem : La limace / Anne / Rose
- Serge Blazevic : L'escargot
- Pascale Bodet : Pascale
- Bojena Horackova : Bojena
- Sylvie Willot : La psy
- Nans Laborde-Jourdaa : Le docteur
- Jean French K. : Le garçon de café